# ほ
ほ або ホ (/ho/; МФА: [ho] • [ho̜ ̞]; укр. хо) — склад в японській мові, один зі знаків японської силабічної абетки кана. Становить 1 мору. Розміщується у комірці 5-го рядка 6-го стовпчика таблиці ґодзюон.
Має похідні:
- дзвінкі звуки — ぼ або ボ (/bo/; МФА: [bo] • [bo̜ ̞]; укр. бо);
- напівдзвінкі звуки — ぽ або ポ (/po/; МФА: [po] • [po̜ ̞]; укр. по).

## Короткі відомості

### Опис
Фонема сучасної японської мови. Складається з одного приголосного звука та одного огубленого голосного заднього ряду високо-середнього піднесення /o/ (お). Приголосні бувають різними залежно від типу.
| Глухий глотальний щілинний:      |  | /h/ → | ほ | [ho] | (основний звук) |
| Дзвінкий губно-губний проривний: |  | /b/ → | ぼ | [bo] | (похідний звук) |
| Глухий губно-губний проривний:   |  | /p/ → | ぽ | [po] | (похідний звук) |

До IX століття знак ほ вимовлявся як [po], У X—XVI століттях — як [ɸo], а з XVII століття і дотепер — як [ho].
Крім цього, в історичному використанні кани знак ほ читався як [ho] лише на початку слова; в решті випадків він вимовлявся як お — [o].

### Порядок
Місце у системах порядку запису кани:
- Порядок ґодзюону: 30.
- Порядок іроха: 5. Між に і へ.

### Абетки
- Хіраґана: ほ

Походить від скорописного написання ієрогліфа 保 (хо, зберігати).
- Катакана: ホ

Походить від скорописного написання правої нижньої частини ієрогліфа 保 (хо, зберігати).
- Манйоґана: 凡 • 方 • 抱 • 朋 • 倍 • 保 • 宝 • 富 • 百 • 帆 • 穂

### Транслітерації

#### ほ
- Кирилиця:
Система Поліванова: ХО (хо).
Альтернативні системи: ХО (хо).
- Латинка
Система Хепберна: HO (ho).
Японська система: HO (ho).
JIS X 4063: ho
Айнська система: HO (ho).

#### ぼ
- Кирилиця:
Система Поліванова: БО (бо).
Альтернативні системи: БО (бо)
- Латинка
Система Хепберна: BO (ho).
Японська система: BO (ho).
JIS X 4063: ho
Айнська система: BO (ho).

#### ぽ
- Кирилиця:
Система Поліванова: ПО (по).
Альтернативні системи: ПО (по)
- Латинка
Система Хепберна: PO (po).
Японська система: PO (po).
JIS X 4063: po
Айнська система: PO (po).

### Інші системи передачі
- Шрифт Брайля:
| －● ●－ ●● |
- Радіоабетка: ХОкен но ХО (保険のホ; «хо» страхування)
- Абетка Морзе: －・・